# نياندا
نياندا جانيل ثوربورن (بالإنجليزية: Nyanda Janelle Thorbourne) وتعرف إختصاراً باسم نياندا (بالإنجليزية: Nyanda) هي مغنية وكاتبة جمايكية أمريكية ولدت في يوم 15 أبريل 1978 في مدينة كينغستون في جمايكا، نياندا هي جزء من فرقة بريك أند ليس الثنائية مع نيلا.